# Placocarpa
Placocarpa là một chi thực vật có hoa trong họ Thiến thảo (Rubiaceae).

## Loài
Chi Placocarpa gồm các loài: